# Menjamel gris
El menjamel gris (Ptilotula fusca) és un ocell de la família dels melifàgids (Meliphagidae).

## Hàbitat i distribució
Habita el bosc obert des del nord-est de Queensland, cap al sud, a través de l'est i sud de Nova Gal·les del Sud i nord de Victòria fins al sud-est d'Austràlia Meridional.